# 西章武県
西章武県（せいしょうぶ-けん）は中華人民共和国河北省にかつて存在した県。現在の廊坊市大城県南部に相当する。
南北朝時代、北魏により設置され東魏を経て北斉により廃止された。